# Power Macintosh 9600
Le Power Macintosh 9600 est sorti en février 1997 et remplaçait le Power Macintosh 9500 dans l'élite de la gamme Apple.  Le 9600 se caractérise par son nouveau boîtier (partagé avec le Power Mac 8600 lancé en même temps). Modèle d'ergonomie et d'accessibilité aux différents composants, ce boîtier nommé K2 rompt avec le vieux boîtier équipant le 9500, qui était hérité du Quadra 800 lancé en février 1993.
Niveau caractéristiques techniques, le 9600 venait en trois modèles, utilisant toujours des processeur PowerPC 604e mais poussés à des fréquences de 200 ou 233 MHz. Une configuration bi-processeur doté de 2 processeurs à 200 MHz était aussi disponible. À cette époque, et avant l'arrivée de Mac OS X, le multiprocessing n'apportait aucun gain significatif en performances, à part pour quelques rares applications professionnelles optimisées spécialement pour (comme certains filtres Photoshop). Le 9600 intégrait aussi 32 Mio de mémoire, 4 Go de disque dur et une carte vidéo puissante dotée de 4 Mio de VRAM (une IMS Twin Turbo 120 M4A), qui permettait un affichage jusqu'en 1600 par 1200 pixels. La mémoire cache, facteur important de performances, restait de 512 Kio, et ne pouvait pas être augmentée, ce qui était regrettable car pousser cette mémoire cache à 1 Mio aurait permis d'augmenter encore de 5 ou 10 % les performances déjà exceptionnelles de cette machine.
La version serveur du Power Mac 9600/233 fut commercialisée fin avril 1997 sous le nom de Workgroup Server 9650. Sa seule différence par rapport à la version grand public était la suite logicielle spécifique fournie.
Ils furent mis à jour en août 1997 avec deux modèles cadencés aux vitesses record de 300 et 350 MHz. Un Workgroup Server 9650/350 apparu aussi. Ce dernier modèle intégrait une carte Ethernet 100 Base-T (une première) et une carte Ultra/Wide SCSI-3 ultra rapide avec deux disques durs de 4 Go.
Bien que les performances de ces modèles atteignaient un niveau jamais atteint, ces modèles se vendirent peu et disparurent rapidement du catalogue car des machines dotées d'un nouveau processeur encore plus puissant, le G3, étaient attendues pour les mois suivants. En effet, le Power Mac G3 sortit un mois plus tard et se révéla plus rapide, dans sa version 266 MHz, que le Power Mac 9600 à 350 MHz.

## Caractéristiques

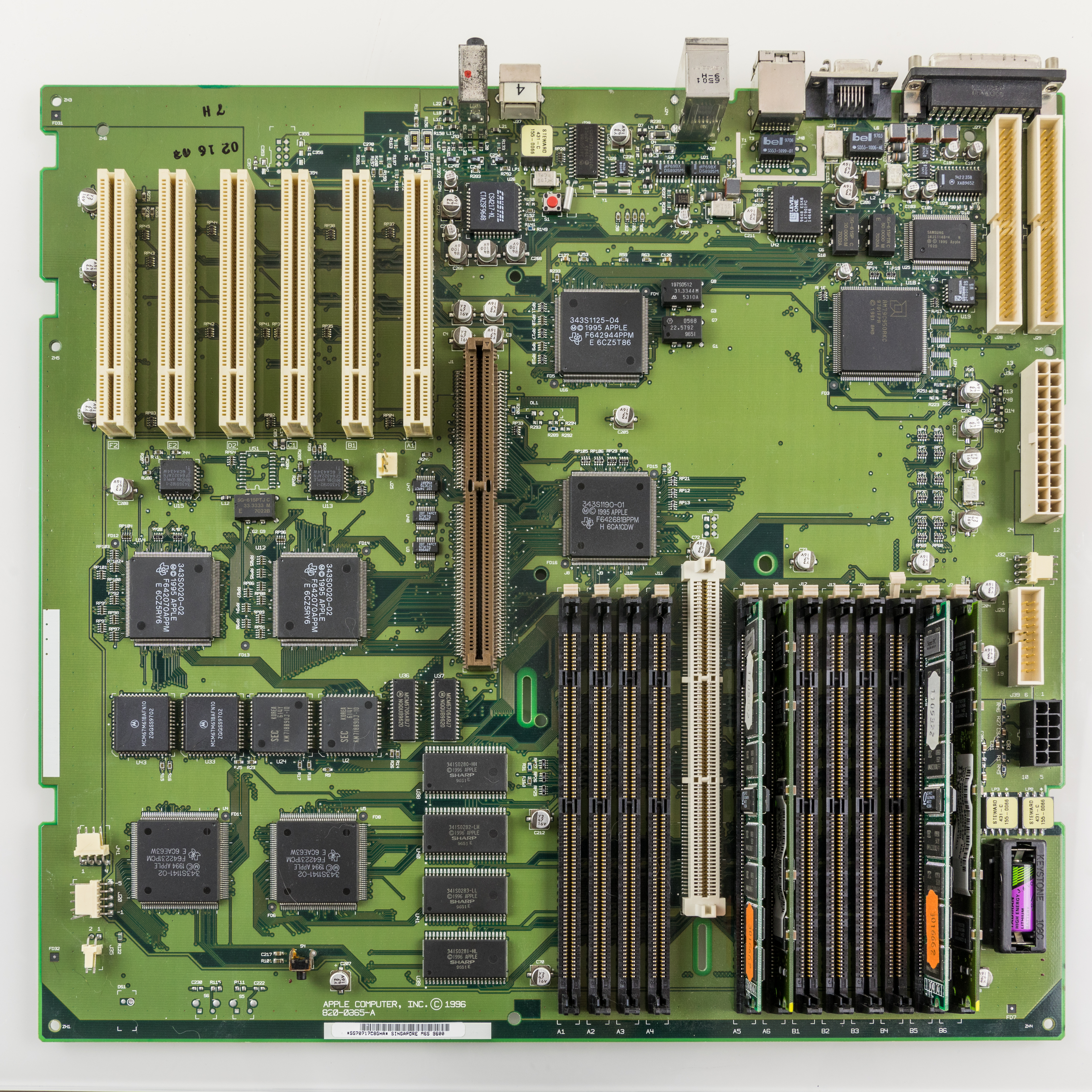
Power Macintosh 9600 logic board

- processeur : PowerPC 604e cadencé à 200, 233, 200 (biprocesseur), 300 ou 350 MHz
- adressage 32 bit
- bus système 64 bit cadencé à 50 MHz (excepté pour le modèle à 233 MHz : 46,6 MHz)
- mémoire morte : 4 Mio
- mémoire vive : 32 Mio (modèles 200 et 233 MHz) ou 64 Mio (modèles 300 et 350 MHz), extensible à 768 Mio (ou 1,5 Gio avec des barrettes plus récentes non supportées par Apple)
- mémoire cache de niveau 1 : 64 Kio
- mémoire cache de niveau 2 : 512 Kio (modèles 200 et 233 MHz) ou 1 Mio (modèles 300 et 350 MHz)
- disque dur Fast-SCSI 2 de 4 Go (ou 2x4 Go Ultra/Wide SCSI-3, en option sur le WGS 9650/233 et en standard sur le WGS 9650/350)
- lecteur de disquette 1,44 Mo 3,5"
- lecteur CD-ROM 12x (modèles 200 et 233 MHz) ou 24x (modèles 300 et 350 MHz)
- carte vidéo IMS Twin Turbo 120 M4A dotée de 4 Mio de mémoire vidéo
- résolution jusqu'en 1 600 × 1 200
- slots d'extension :
  - 6 slots d'extension PCI (dont un occupé par la carte vidéo)
  - 12 connecteurs mémoire de type DIMM 168 broches (vitesse minimale : 70 ns)
  - 1 baie d'extension 5,25"
- connectique :
  - port SCSI DB-25
  - 2 ports série Mini Din-8 Geoports
  - 1 port ADB
  - port Ethernet AAUI et 10BASE-T (ou 100BASE-T pour le WGS 9650/350)
  - sortie vidéo DB-15
  - sortie audio : stéréo 16 bit
  - entrée audio : stéréo 16 bit
- haut-parleur mono
- dimensions : 43,9 × 24,6 × 43,9 cm
- poids : 15,6 kg
- alimentation : 390 W
- systèmes supportés : Système 7.5.5 à Mac OS 9.1